# Jordtrast
Jordtrast (Turdus litsitsirupa) är en fågel i familjen trastar inom ordningen tättingar. Den förekommer i gräsmark och öppen skog i södra Afrika. Hedtrasten i nordöstra Afrika behandlades tidigare som underart, men urskiljs allt oftare som egen art. Beståndet anses vara livskraftigt.

## Utseende och läte
Jordtrasten är en högrest och långbent trast med kort stjärt. Ovansidan är gråbrun, undersidan vit med kraftiga streck och ansiktet är tydligt tecknad. I flykten syns stora beigefärgade fläckar på de relativt breda vingarna. Hedtrasten i Eritrea och Etiopien, tidigare behandlad som underart, är varmare både ovan och under. Sången är raspig och oharmonisk, ofta återgiven som "lit-sit-siru-pa", vilket återspeglas i artens vetenskapliga namn.

## Utbredning och systematik
Jordtrasten förekommer i södra Afrika. Den delas vanligen upp i tre underarter med följande utbredning:
- Turdus litsitsirupa stierlingi – norra Angola till sydöstra Demokratiska republiken Kongo, västra Tanzania, västra Malawi och Moçambique
- Turdus litsitsirupa pauciguttatus – södra Angola till norra Namibia och nordvästra Botswana
- Turdus litsitsirupa litsitsirupa – centrala Namibia till Botswana, Zimbabwe, Moçambique och Sydafrika

Tidigare inkluderades hedtrast (T. simensis) i arten, men urskildes 2016 som egen art av BirdLife International, 2022 av tongivande eBird/Clements och 2023 av International Ornithological Congress. Båda arter placeras av vissa, som BirdLife International, i det egna släktet Psophocichla. Genetiska studier visar att de båda är systergrupp till kinesisk trast.

## Levnadssätt
Jordtrasten hittas på hedar, i gräsmark och i öppet skogslandskap. Där föredrar den kraftigt betade och brända områden. Jordtrasten tillbringar som namnet antyder mycket tid på marken, där den kan ses röra sig över stora ytor på jakt efter ryggradslösa djur, för att plötsligt stanna upprätt och knixa med vingarna.

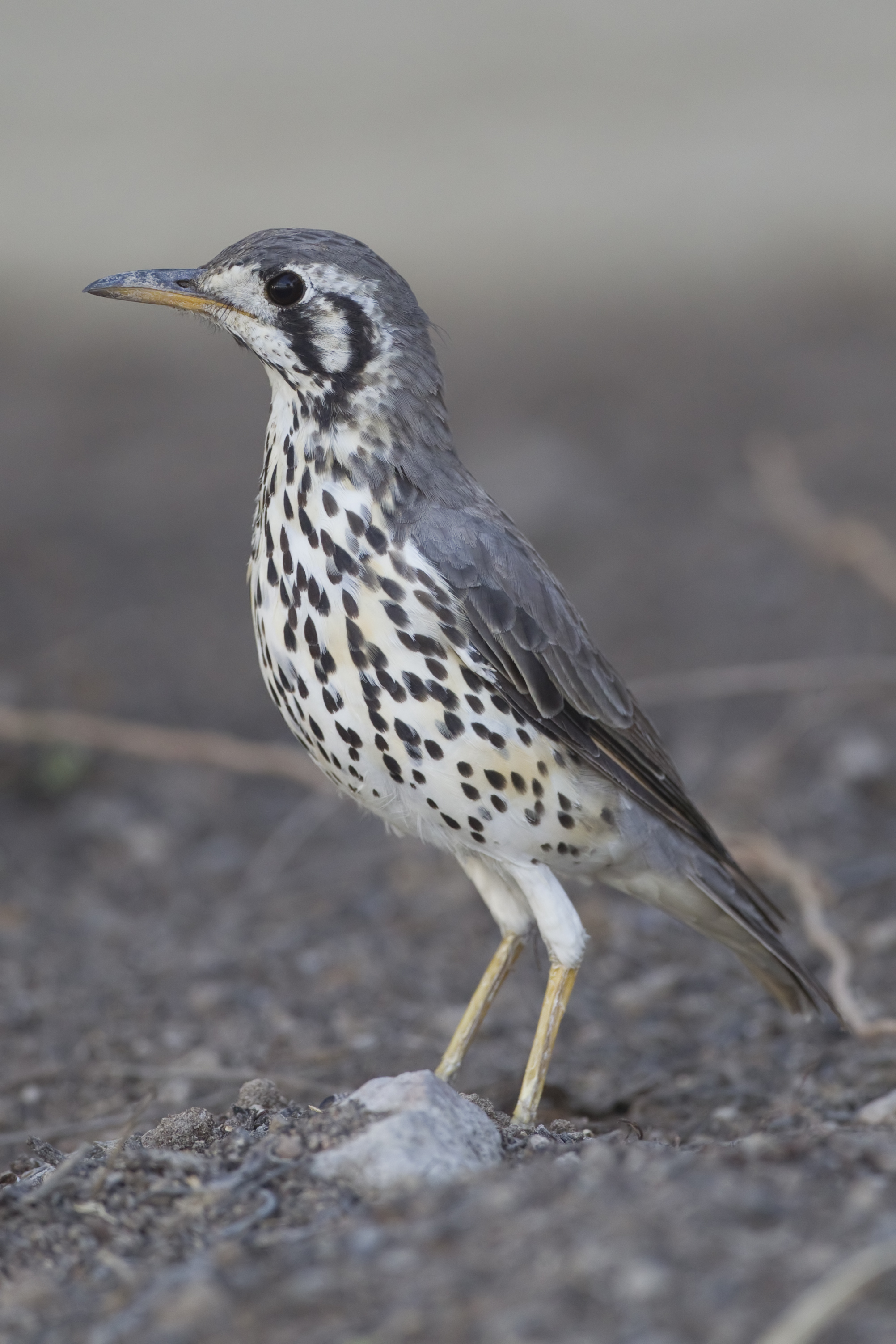

## Status
Arten har ett stort utbredningsområde och internationella naturvårdsunionen IUCN kategoriserar arten som livskraftig. Beståndsutvecklingen är dock oklar.